# Traité de Karlowitz
Le traité de Karlowitz (ou traité de Karlovci) fut signé en 1699 à Sremski Karlovci (en serbe : Сремски Карловци ; en croate : Srijemski Karlovci ; en allemand : Karlowitz ; en turc : Karlofça ; en hongrois : Karlóca), ville aujourd'hui en Serbie, concluant la grande guerre turque dans laquelle l'Empire ottoman, qui menaçait depuis plus de 150 ans le Saint-Empire et la Pologne, fut défait par le Saint-Empire à la bataille de Zenta.

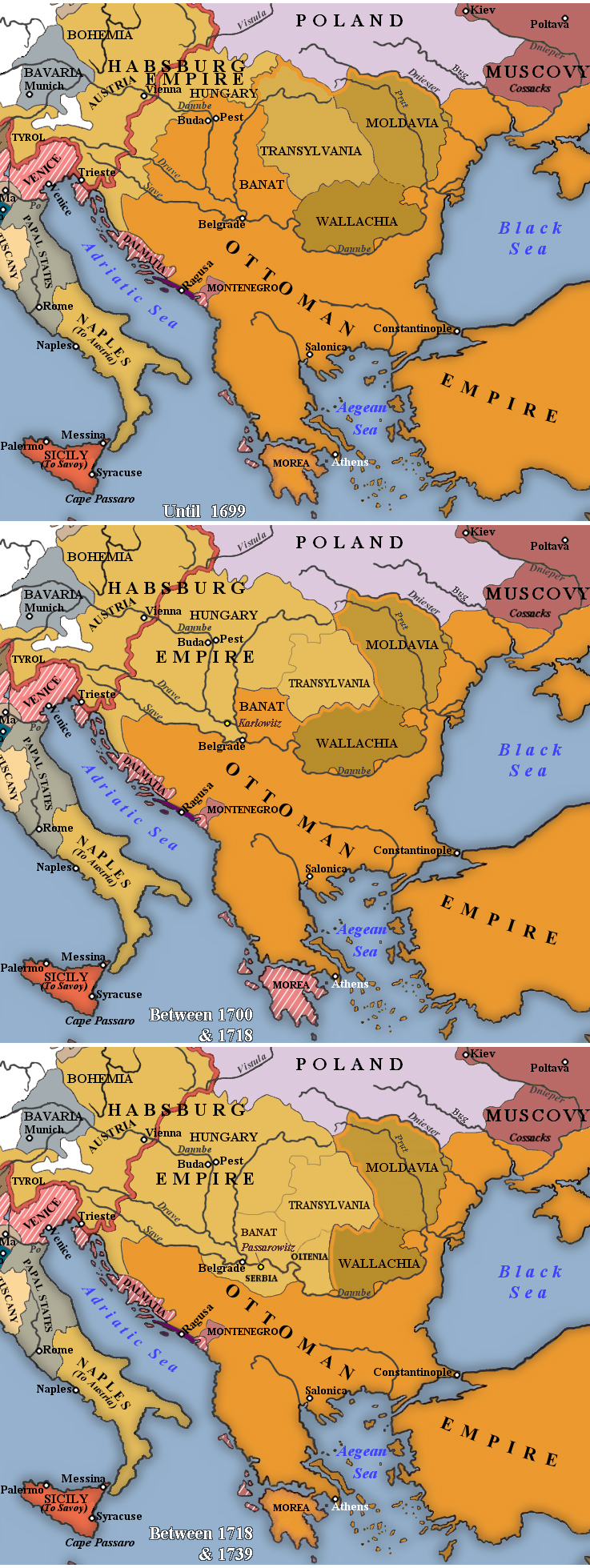
L'Europe du Sud-Est avant et après le traité de Karlowitz (haut et milieu).

## Stipulations
Après deux mois de négociations entre l'Empire ottoman, d'une part, et la Sainte Ligue d'autre part (coalition de diverses puissances européennes parmi lesquelles le Saint-Empire, la principauté de Transylvanie, la Pologne-Lituanie, Venise et la Russie), un traité est enfin signé le 26 janvier 1699. Les Ottomans cèdent ou rendent :
- à la Pologne, la Podolie (dont ils s'étaient emparés en 1672) ;
- aux Habsbourg, la plus grande partie de la Hongrie, la partie de la Croatie-Slavonie qu'ils contrôlaient et leurs droits de suzeraineté sur la Transylvanie qui leur était tributaire ;
- aux Vénitiens, de menus territoires en Dalmatie, leurs droits de suzeraineté sur la république de Raguse qui leur était tributaire, l'île de Sassos et surtout la Morée (péninsule du Péloponnèse ; les turcs conservent Lépante malgré la défaite subie au large de celle-ci.

En 1718 au traité de Passarowitz, les Ottomans reprendront aux Vénitiens la Morée, mais aussi les escales crétoises de Souda et Spinalonga, d'Arta et de Parga en Épire).
Le traité de Karlowitz marque le début du recul de l'Empire ottoman en Europe orientale : le sultan doit reconnaître un État chrétien comme un égal de la « Sublime Porte » et la monarchie de Habsbourg devient la puissance dominante en Europe centrale.